# Município Mucari
Município Mucari är en kommun i Angola.   Den ligger i provinsen Malanje, i den nordvästra delen av landet, 400 km öster om huvudstaden Luanda.
I omgivningarna runt Município Mucari växer huvudsakligen savannskog. Runt Município Mucari är det glesbefolkat, med 15 invånare per kvadratkilometer.